# European Golf Team Championships 2018
De European Golf Team Championships 2018 was een golftoernooi dat werd gespeeld in augustus 2018 in Gleneagles, Schotland. Het was de inaugurale editie van een nieuw toernooiformule, de vierjaarlijkse European Golf Team Championships. Het toernooi bestaat uit drie wedstrijden voor landenteams: een golftoernooi voor herenteams, een voor damesteams en een voor gemengde teams. Er zijn 16 landenteams met twee spelers zowel in de heren- als in de dameswedstrijden, en maximaal 16 teams met vier spelers voor de gemengde wedstrijden.
Het nieuwe Europese kampioenschap was een onderdeel van de Europese Kampioenschappen 2018, op zijn beurt de inaugurale editie van de Europese Kampioenschappen, een multisportevenement dat plaatsvond in Berlijn, Duitsland en Glasgow, Schotland van 2 tot 12 augustus 2018.
De European Golf Team Championships vonden plaats in Gleneagles in Schotland van 8 tot 12 augustus 2018 met mannelijke en vrouwelijke professionals die strijden om hetzelfde prijzengeld in een herenteam matchplay-kampioenschap, een damesteam matchplay-kampioenschap, en een 18-holes strokeplay-kampioenschap voor de gemengde teams.
Kwalificatie voor de deelnemende heren was op basis van de Official World Golf Ranking, voor de dames op basis van de Women's World Golf Ranking. Aanvullend was er voor de landenteams een beperking van maximum drie teams per deelnemend Europees land. Gemengde teams werden samengesteld à rato van het minimum van deelnemende teams bij de heren of dames. Indien een land participeerde bij heren of dames en er geen dames- of herenteam was van het ander geslacht voor het vormen van een gemengd team, werd een enkel gemengd team voor dit land gevormd met lager gerangschikte spelers op de Rankings.

## Deelnemers

### Herenteams
| Seed | Land                  | Spelers (ranking)                                             |
| ---- | --------------------- | ------------------------------------------------------------- |
| 01   | Verenigd Koninkrijk 1 | Callum Shinkwin (230) & Lee Slattery (233)                    |
| 02   | Italië 1              | Lorenzo Gagli (275) & Guido Migliozzi (593)                   |
| 03   | Spanje 1              | Pedro Oriol (355) & Scott Fernández (476)                     |
| 04   | Verenigd Koninkrijk 2 | Rhys Enoch (396) & Charlie Ford (509)                         |
| 05   | Verenigd Koninkrijk 3 | Connor Syme (322) & Liam Johnston (381)                       |
| 06   | Portugal              | José-Filipe Lima (341) & Ricardo Santos (738)                 |
| 07   | Noorwegen             | Jarand Ekeland Arnøy (668) & Kristian Krogh Johannessen (493) |
| 08   | Spanje 2              | Santiago Tarrío Ben (391) & David Borda (649)                 |
| 09   | Zweden 1              | Per Längfors (468) & Johan Edfors (759)                       |
| 10   | IJsland               | Birgir Hafþórsson (586) & Axel Bóasson (663)                  |
| 11   | Polen                 | Adrian Meronk (588) & Mateusz Gradecki (947)                  |
| 12   | Italië 2              | Francesco Laporta (566) & Alessandro Tadini (858)             |
| 13   | Ierland               | Michael Hoey (536) & Neil O'Briain (983)                      |
| 14   | Denemarken            | Martin Ovesen (828) & Niklas Norgaard Møller (1040)           |
| 15   | België                | Christopher Mivis (537) & Lars Buijs (1782)                   |
| 16   | Zweden 2              | Daniel Jennevret (843) & Oscar Florén (1749)                  |

### Vrouwenteams
| Seed | Land                  | Spelers (ranking)                                                 |
| ---- | --------------------- | ----------------------------------------------------------------- |
| 01   | Verenigd Koninkrijk 1 | Georgia Hall (10) & Laura Davies (201)                            |
| 02   | Verenigd Koninkrijk 2 | Catriona Matthew (211) & Holly Clyburn (250)                      |
| 03   | IJsland               | Ólafía Þórunn Kristinsdóttir (269) & Valdís Þóra Jónsdóttir (357) |
| 04   | Frankrijk 1           | Céline Herbin (242) & Astrid Vayson de Pradei (334)               |
| 05   | Duitsland 1           | Olivia Cowan (247) & Karolin Lampert (252)                        |
| 06   | Verenigd Koninkrijk 3 | Meghan MacLaren (273) & Michele Thomson (310)                     |
| 07   | Zweden 1              | Emma Nilsson (322) & Lina Boqvist (419)                           |
| 08   | Spanje                | Noemí Jiménez Martín (350) & Silvia Banon (422)                   |
| 09   | Duitsland 2           | Isi Gabsa (349) & Leticia Ras-Anderica (410)                      |
| 10   | Noorwegen             | Marianne Skarpnord (345) & Marita Engzelius (389)                 |
| 11   | Finland               | Ursula Wikström (308) & Noora Komulainen (447)                    |
| 12   | Frankrijk 2           | Justine Dreher (479) & Manon Molle (396)                          |
| 13   | Zweden 2              | Johanna Gustavsson (441) & Julia Engström (455)                   |
| 14   | Oostenrijk            | Christine Wolf (398) & Sarah Schober (494)                        |
| 15   | Zweden 3              | Cajsa Persson (469) & Linda Wessberg (437)                        |
| 16   | België                | Chloe Leurquin (554) & Manon De Roey (663)                        |

### Gemengde teams
| Seed | Land                  | Foursome 1 (ranking)                        | Foursome 2 (ranking)                            |
| ---- | --------------------- | ------------------------------------------- | ----------------------------------------------- |
| 1    | Verenigd Koninkrijk 1 | Callum Shinkwin & Laura Davies              | Lee Slattery & Georgia Hall                     |
| 2    | Verenigd Koninkrijk 2 | Rhys Enoch & Holly Clyburn                  | Charlie Ford & Catriona Matthew                 |
| 3    | Verenigd Koninkrijk 3 | Connor Syme & Michele Thomson               | Liam Johnston & Meghan MacLaren                 |
| 4    | Spanje                | Pedro Oriol & Silvia Banon                  | Scott Fernández & Noemí Jiménez Martín          |
| 5    | Noorwegen             | Jarand Ekeland Arnøy & Marita Engzelius     | Kristian Krogh Johannessen & Marianne Skarpnord |
| 6    | Zweden 1              | Per Längfors & Lina Boqvist                 | Johan Edfors & Emma Nilsson                     |
| 7    | Zweden 2              | Daniel Jennevret & Julia Engström           | Oscar Florén & Johanna Gustavsson               |
| 8    | IJsland               | Birgir Hafþórsson & Valdis Thora Jonsdottir | Axel Bóasson & Ólafía Þórunn Kristinsdóttir     |
| 9    | België                | Christopher Mivis & Manon De Roey           | Lars Buijs & Chloe Leurquin                     |
| –    | Italië                | Lorenzo Gagli & Stefania Avanzo (782)       | Guido Migliozzi & Diana Luna (649)              |
| –    | Oostenrijk            | Clemens Gaster (1230) & Sarah Schober       | Bernard Neumayer (1332) & Christine Wolf        |

## Toernooiresultaten
Teams werden verdeeld in vier groepen van elk 4 teams en speelden onderling van woensdag tot vrijdag.
- eerste onderlinge duels – 8 augustus
- tweede onderlinge duels – 9 augustus
- derde onderlinge duels – 10 augustus

### Groepsfase herenteams
| Dueldag | Winnaar               | Score  | Verliezer             |
| ------- | --------------------- | ------ | --------------------- |
| 1       | Verenigd Koninkrijk 1 | gelijk | Spanje 2              |
| 1       | Zweden 2              | 1 up   | Zweden 1              |
| 2       | Verenigd Koninkrijk 1 | 6 & 5  | Zweden 1              |
| 2       | Spanje 2              | 1 up   | Zweden 2              |
| 3       | Zweden 2              | 3 & 2  | Verenigd Koninkrijk 1 |
| 3       | Spanje 2              | 3 & 2  | Zweden 1              |

| Seed | Speler                | W | V | G | Punten | Rangschikking |
| ---- | --------------------- | - | - | - | ------ | ------------- |
| 08   | Spanje 2              | 2 | 0 | 1 | 5      | 1             |
| 16   | Zweden 2              | 2 | 1 | 0 | 4      | 2             |
| 01   | Verenigd Koninkrijk 1 | 1 | 1 | 1 | 3      | 3             |
| 09   | Zweden 1              | 0 | 3 | 0 | 0      | 4             |

| Dueldag | Winnaar               | Score | Verliezer             |
| ------- | --------------------- | ----- | --------------------- |
| 1       | Verenigd Koninkrijk 3 | 4 & 3 | Verenigd Koninkrijk 2 |
| 1       | Italië 2              | 2 & 1 | Ierland               |
| 2       | Italië 2              | 2 & 1 | Verenigd Koninkrijk 2 |
| 2       | Verenigd Koninkrijk 3 | 2 & 1 | Ierland               |
| 3       | Ierland               | 4 & 3 | Verenigd Koninkrijk 2 |
| 3       | Italië 2              | 1 up  | Verenigd Koninkrijk 3 |

| Seed | Speler                | W | V | G | Punten | Rangschikking |
| ---- | --------------------- | - | - | - | ------ | ------------- |
| 12   | Italië 2              | 3 | 0 | 0 | 6      | 1             |
| 05   | Verenigd Koninkrijk 3 | 2 | 1 | 0 | 4      | 2             |
| 13   | Ierland               | 1 | 2 | 0 | 2      | 3             |
| 04   | Verenigd Koninkrijk 2 | 0 | 3 | 0 | 0      | 4             |

| Dueldag | Winnaar    | Score | Verliezer  |
| ------- | ---------- | ----- | ---------- |
| 1       | Spanje 1   | 2 & 1 | Portugal   |
| 1       | Polen      | 1 up  | Denemarken |
| 2       | Spanje 1   | 2 & 1 | Polen      |
| 2       | Portugal   | 2 & 1 | Denemarken |
| 3       | Denemarken | 4 & 3 | Spanje 1   |
| 3       | Portugal   | 5 & 3 | Polen      |

| Seed | Speler     | W | V | G | Punten | Rangschikking |
| ---- | ---------- | - | - | - | ------ | ------------- |
| 03   | Spanje 1   | 2 | 1 | 0 | 4      | 1             |
| 06   | Portugal   | 2 | 1 | 0 | 4      | 2             |
| 11   | Polen      | 1 | 2 | 0 | 2      | 3             |
| 14   | Denemarken | 1 | 2 | 0 | 2      | 4             |

| Dueldag | Winnaar   | Score | Verliezer |
| ------- | --------- | ----- | --------- |
| 1       | Noorwegen | 4 & 3 | Italië 1  |
| 1       | IJsland   | 6 & 5 | België    |
| 2       | IJsland   | 2 & 1 | Italië 1  |
| 2       | Noorwegen | 1 up  | België    |
| 3       | Italië 1  | 4 & 3 | België    |
| 3       | IJsland   | 2 up  | Noorwegen |

| Seed | Speler    | W | V | G | Punten | Rangschikking |
| ---- | --------- | - | - | - | ------ | ------------- |
| 10   | IJsland   | 3 | 0 | 0 | 6      | 1             |
| 07   | Noorwegen | 2 | 0 | 0 | 4      | 2             |
| 02   | Italië 1  | 1 | 2 | 0 | 2      | 3             |
| 15   | België    | 0 | 3 | 0 | 0      | 4             |

### Eindfase heren
Zondag, 12 augustus
|  | Halve finales | Halve finales | Halve finales |      |   | Gold medal match | Gold medal match | Gold medal match |
|  |               |               |               |      |   |                  |                  |                  |
|  |               |               |               |      |   |                  |                  |                  |
|  | 8             | Spanje 2      |               |      |   |                  |                  |                  |
|  | 10            | IJsland       | 2 & 1         |      |   |                  |                  |                  |
|  |               |               |               |      |   |                  |                  |                  |
|  |               |               |               |      |   |                  |                  |                  |
|  |               |               |               |      |   |                  |                  |                  |
|  |               |               |               |      |   | 10               | IJsland          |                  |
|  |               | 3             | Spanje 1      | 2 up |   |                  |                  |                  |
|  |               |               |               |      |   |                  |                  |                  |
|  |               |               |               |      |   | derde plaats     |                  |                  |
|  |               |               |               |      |   |                  |                  |                  |
|  | 12            | Italië 2      |               |      | 8 | Spanje 2         |                  |                  |
|  | 3             | Spanje 1      | 2 up          |      |   | 12               | Italië 2         | 5 & 3            |

### Groepsfase damesteams
| Dueldag | Winnaar               | Score  | Verliezer   |
| ------- | --------------------- | ------ | ----------- |
| 1       | Verenigd Koninkrijk 1 | 5 & 4  | Spanje      |
| 1       | Duitsland 2           | 5 & 3  | België      |
| 2       | Verenigd Koninkrijk 1 | 4 & 3  | Duitsland 2 |
| 2       | Spanje                | gelijk | België      |
| 3       | Verenigd Koninkrijk 1 | 4 & 2  | België      |
| 3       | Duitsland 2           | 2 up   | Spanje      |

| Seed | Speler                | W | V | G | Punten | Rangschikking |
| ---- | --------------------- | - | - | - | ------ | ------------- |
| 01   | Verenigd Koninkrijk 1 | 3 | 0 | 0 | 6      | 1             |
| 09   | Duitsland 2           | 2 | 1 | 0 | 4      | 2             |
| 08   | Spanje                | 0 | 2 | 1 | 1      | 3             |
| 16   | België                | 0 | 2 | 1 | 1      | 3             |

| Dueldag | Winnaar     | Score  | Verliezer   |
| ------- | ----------- | ------ | ----------- |
| 1       | Frankrijk 1 | 4 & 3  | Duitsland 1 |
| 1       | Frankrijk 2 | 2 & 1  | Zweden 2    |
| 2       | Frankrijk 1 | gelijk | Frankrijk 2 |
| 2       | Zweden 2    | 3 & 2  | Duitsland 1 |
| 3       | Zweden 2    | 4 & 3  | Frankrijk 1 |
| 3       | Frankrijk 2 | 1 up   | Duitsland 1 |

| Seed | Speler      | W | V | G | Punten | Rangschikking |
| ---- | ----------- | - | - | - | ------ | ------------- |
| 12   | Frankrijk 2 | 2 | 0 | 1 | 5      | 1             |
| 13   | Zweden 2    | 2 | 1 | 0 | 4      | 2             |
| 04   | Frankrijk 1 | 1 | 1 | 1 | 3      | 3             |
| 05   | Duitsland 1 | 0 | 3 | 0 | 0      | 4             |

| Dueldag | Winnaar               | Score  | Verliezer  |
| ------- | --------------------- | ------ | ---------- |
| 1       | Verenigd Koninkrijk 3 | 5 & 4  | IJsland    |
| 1       | Finland               | 3 & 2  | Oostenrijk |
| 2       | IJsland               | gelijk | Finland    |
| 2       | Verenigd Koninkrijk 3 | 5 & 3  | Oostenrijk |
| 3       | IJsland               | gelijk | Oostenrijk |
| 3       | Verenigd Koninkrijk 3 | gelijk | Finland    |

| Seed | Speler                | W | V | G | Punten | Rangschikking |
| ---- | --------------------- | - | - | - | ------ | ------------- |
| 06   | Verenigd Koninkrijk 3 | 2 | 0 | 1 | 5      | 1             |
| 11   | FIN                   | 1 | 0 | 2 | 4      | 2             |
| 03   | IJsland               | 0 | 1 | 2 | 2      | 3             |
| 14   | AUT                   | 0 | 2 | 1 | 1      | 4             |

| Dueldag | Winnaar               | Score | Verliezer             |
| ------- | --------------------- | ----- | --------------------- |
| 1       | Verenigd Koninkrijk 2 | 3 & 2 | Zweden 1              |
| 1       | Zweden 3              | 5 & 4 | Noorwegen             |
| 2       | Verenigd Koninkrijk 2 | 1 up  | Noorwegen             |
| 2       | Zweden 1              | 5 & 4 | Zweden 3              |
| 3       | Zweden 3              | 2 up  | Verenigd Koninkrijk 2 |
| 3       | Noorwegen             | 2 & 1 | Zweden 1              |

| Seed | Speler                | W | V | G | Punten | Rangschikking |
| ---- | --------------------- | - | - | - | ------ | ------------- |
| 15   | Zweden 3              | 2 | 1 | 0 | 4      | 1             |
| 02   | Verenigd Koninkrijk 2 | 2 | 1 | 0 | 4      | 2             |
| 10   | Noorwegen             | 1 | 2 | 0 | 2      | 3             |
| 07   | Zweden 1              | 1 | 2 | 0 | 2      | 4             |

### Eindfase dames
Zondag 12 augustus
|  | Halve finales | Halve finales         | Halve finales |  |   | Gold medal match      | Gold medal match      | Gold medal match |
|  |               |                       |               |  |   |                       |                       |                  |
|  |               |                       |               |  |   |                       |                       |                  |
|  | 1             | Verenigd Koninkrijk 1 |               |  |   |                       |                       |                  |
|  | 15            | Zweden 3              | 1 up          |  |   |                       |                       |                  |
|  |               |                       |               |  |   |                       |                       |                  |
|  |               |                       |               |  |   |                       |                       |                  |
|  |               |                       |               |  |   |                       |                       |                  |
|  |               |                       |               |  |   | 15                    | Zweden 3              | 19 holes         |
|  |               | 12                    | Frankrijk 2   |  |   |                       |                       |                  |
|  |               |                       |               |  |   |                       |                       |                  |
|  |               |                       |               |  |   | derde plaats          |                       |                  |
|  |               |                       |               |  |   |                       |                       |                  |
|  | 12            | Frankrijk 2           | 5 & 4         |  | 1 | Verenigd Koninkrijk 1 |                       |                  |
|  | 6             | Verenigd Koninkrijk 3 |               |  |   | 6                     | Verenigd Koninkrijk 3 | 3 & 1            |

### Gemengd team
| Plaats | Team                  | Score     | Versus par |
| ------ | --------------------- | --------- | ---------- |
| 01     | IJsland               | 70-71=141 | −3         |
| 02     | Verenigd Koninkrijk 3 | 72-70=142 | −2         |
| 03     | Zweden 2              | 70-73=143 | −1         |
| 04     | Spanje                | 75-68=143 | −1         |
| 05     | Zweden 1              | 72-73=145 | +1         |
| 05     | Verenigd Koninkrijk 1 | 76-69=145 | +1         |
| 07     | Oostenrijk            | 75-72=147 | +3         |
| 08     | België                | 77-71=148 | +4         |
| 09     | Verenigd Koninkrijk 2 | 76-73=149 | +5         |
| 09     | Noorwegen             | 73-76=149 | +5         |
| 11     | Italië                | 76-74=150 | +6         |

Wegens de gelijke stand van Zweden 2 en Spanje werd voor de bronzen medaille een bijkomende onderlinge wedstrijd gespeeld met sudden death. Zweden 2 won deze van Spanje.

## Einduitslag

### Medailles
| Plaats | Land                | Goud | Zilver | Brons | Totaal |
| 1      | IJsland             | 1    | 1      | 0     | 2      |
| 2      | Zweden              | 1    | 0      | 1     | 2      |
| 3      | Spanje              | 1    | 0      | 0     | 1      |
| 4      | Verenigd Koninkrijk | 0    | 1      | 1     | 2      |
| 5      | Frankrijk           | 0    | 1      | 0     | 1      |
| 6      | Italië              | 0    | 0      | 1     | 1      |
| Totaal | Totaal              | 3    | 3      | 3     | 9      |

### Winnende teams
| Onderdeel    | Goud                                                                                        | Goud         | Zilver                                                                          | Zilver       | Brons                                                                    | Brons        |
| ------------ | ------------------------------------------------------------------------------------------- | ------------ | ------------------------------------------------------------------------------- | ------------ | ------------------------------------------------------------------------ | ------------ |
| Herenteam    | Spanje 1 Pedro Oriol Scott Fernández                                                        |              | IJsland Birgir Hafþórsson Axel Bóasson                                          |              | Italië 2 Francesco Laporta Alessandro Tadini                             |              |
| Damesteam    | Zweden 3 Cajsa Persson Linda Wessberg                                                       |              | Frankrijk 2 Justine Dreher Manon Molle                                          |              | Verenigd Koninkrijk 3 Meghan MacLaren Michele Thomson                    |              |
| Gemengd team | IJsland Birgir Hafþórsson Valdis Thora Jonsdottir Axel Bóasson Ólafía Þórunn Kristinsdóttir | 141 (par −3) | Verenigd Koninkrijk 3 Connor Syme Michele Thomson Liam Johnston Meghan MacLaren | 142 (par −2) | Zweden 2 Daniel Jennevret Julia Engström Oscar Florén Johanna Gustavsson | 143 (par −1) |